# 小野恭靖
小野 恭靖（おの みつやす、1958年8月18日 - ）は、日本の日本文学研究者。学位は、文学博士（早稲田大学・論文博士・1996年）（学位論文「中世歌謡の基礎的研究」）。大阪教育大学教授。専門は中世歌謡。また言葉遊びの史的研究も行っており、その関連の著書もある。

## 略歴
静岡県沼津市生まれ。1981年、早稲田大学第一文学部日本文学専攻卒業。1988年、同大学院博士後期課程単位取得退学。
1987年から1990年、早稲田大学助手、大阪教育大学助教授、大阪教育大学教育学部教授。1996年に「中世歌謡の基礎的研究」で、早稲田大学より文学博士の学位を取得。1998年から1999年、国文学研究資料館助教授（併任）。大阪教育大学学長補佐。
2010年に『さかさことばのえほん』で第57回産経児童出版文化賞フジテレビ賞受賞。

## 著書
- 『中世歌謡の文学的研究』（笠間書院） 1996
- 『「隆達節歌謡」の基礎的研究』（笠間書院） 1997
- 『近世歌謡の諸相と環境』（笠間書院） 1999
- 『ことば遊びの文学史』（新典社選書） 1999
- 『絵の語る歌謡史』（和泉書院） 2001
- 『ことば遊びの世界』（新典社選書） 2005
- 『韻文文学と芸能の往還』（和泉書院） 2007
- 『子ども歌を学ぶ人のために』（世界思想社） 2007
- 『ことば遊びへの招待』（新典社新書） 2008
- 『さかさことばのえほん』（高部晴市絵、鈴木出版、ひまわりえほんシリーズ） 2009
- 『ことばと文字の遊園地』（新典社新書） 2010
- 『戦国時代の流行歌 - 高三隆達の世界』（中公新書） 2012
- 『歌謡文学の心と言の葉』（和泉書院） 2016
- 『古典の叡智 - 老いを愉しむ』（新典社選書） 2017
- 『室町小歌 - 戦国人の青春のメロディー4』（笠間書院、コレクション日本歌人選06） 2019

### 共編著
- 『「隆達節歌謡」全歌集 本文と総索引』（編、笠間書院、笠間索引叢刊） 1998
- 『歌謡文学を学ぶ人のために』（編、世界思想社） 1999
- 『近世流行歌謡 本文と各句索引』（編、笠間書院、笠間索引叢刊） 2003